# 금지현
금지현(2000년 3월 17일~)은 대한민국의 사격 선수로 주 종목은 공기소총이다. 2024년 하계 올림픽 10 m 공기소총 혼성전에서 은메달을 획득하였다.

## 경력
울산 약사중학교 재학 시절 처음 사격을 시작했다. 울산여상 1학년 때인 2017년에 대한민국 청소년 대표로 발탁되었다. 그 해 12월 일본 와코에서 열린 2017년 아시아 공기총 선수권 대회 주니어부에 참가했으며 10 m 공기소총 종목에서 10위를 했다.
이듬해인 2018년에 국가대표로 발탁되었으며 그 해 4월 대한민국 창원에서 열린 2차 월드컵 대회에서 송수주와 함께 10 m 공기소총 혼성전 동메달을 획득했다. 8월에는 인도네시아 자카르타에서 열린 2018년 아시안 게임에 참가했고 10 m 공기소총 종목에서 9위에 올랐다. 아시안 게임 직후인 2018년 9월 창원에서 열린 2018년 세계 선수권 대회에서 임하나와 정은혜와 함께 10 m 공기소총 단체전에서 인도와 독일을 꺾고 금메달을 획득했다.
2019년 11월 카타르 도하에서 열린 2019년 아시아 선수권 대회에 참가했다. 그녀는 이 대회 10 m 공기소총 단체전 종목에서 권은지와 정은혜와 함께 금메달을 획득했고 혼성전에서 추병길과 함께 금메달을 획득했다.
2024년 5월에는 아제르바이잔 바쿠에서 열린 월드컵 4차 대회에 참가했고 중국의 왕쯔페이와 한자위를 꺾고 10 m 공기소총 부문 금메달을 획득했다. 같은 해 7월 프랑스 파리에서 열린 2024년 하계 올림픽에 참가하면서 선수 경력 처음으로 올림픽에 출전했다. 그녀는 대회 첫 경기인 10 m 공기소총 혼성전에 박하준과 함께 참가했고 중국의 황위팅과 성리하오 조의 뒤를 이어 은메달을 획득했다. 이 메달은 대한민국 선수단이 2024년 올림픽에서 획득한 첫 메달이다.

## 개인사
2023년에 딸 정서아가 태어났다.

## 경력 통계

### 월드컵
포디움
| 순위 | 날짜                    | 장소   | 종목                 |
| ---- | ----------------------- | ------ | -------------------- |
| 동   | 2018년 4월 20-30일      | 창원   | 10 m 공기소총 혼성전 |
| 동   | 2019년 3월 3일          | 뉴델리 | 10 m 공기소총 혼성전 |
| 동   | 2019년 4월 21-29일      | 베이징 | 10 m 공기소총        |
| 금   | 2022년 5월 27일-6월 7일 | 바쿠   | 10 m 공기소총        |
| 금   | 2022년 5월 27일-6월 7일 | 바쿠   | 10 m 공기소총 혼성전 |
| 금   | 2022년 7월 9일-22일     | 창원   | 10 m 공기소총 단체전 |